# Xizhou (Dali)

Lage von Xizhou in der bezirksfreien Stadt Dali

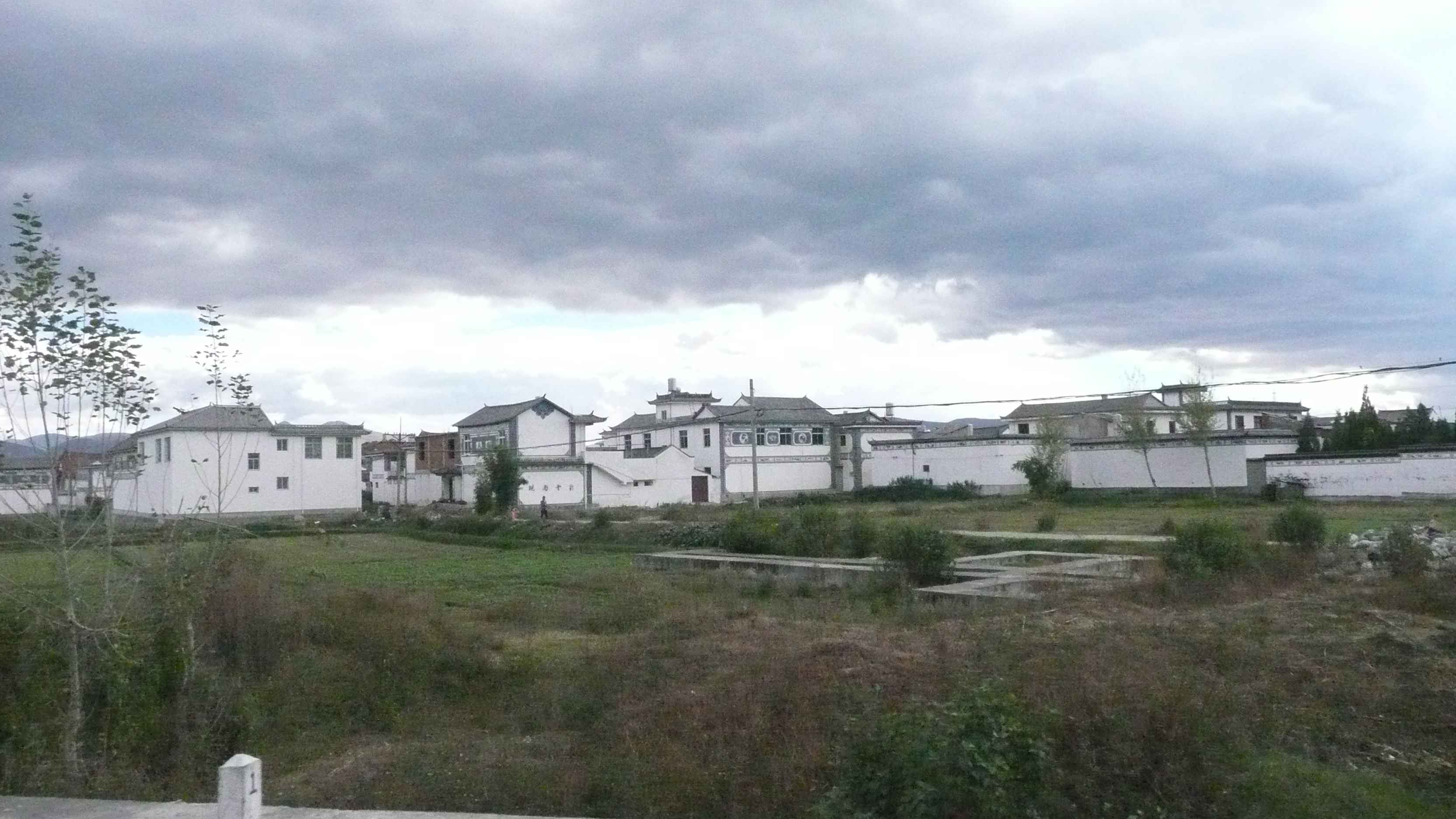
Xizhou (2009)

Xizhou (chinesisch 喜洲, Pinyin Xǐzhōu) ist eine Großgemeinde im autonomen Bezirk Dali in der Provinz Yunnan. Xizhou hatte bei der Volkszählung 2020 54.779 Einwohner, die hauptsächlich der Nationalität der Bai angehören.

## Geschichte
Xizhou war eine bedeutende Stadt in der Zeit des Nanzhao-Königreichs (737–902 n. Chr.) als militärischer Stützpunkt und Handelsstandort. Während der Ming-Dynastie (1368–1644) profitierte die Stadt von der Tee-Pferde-Straße, auch Südliche Seidenstraße genannt, und exportierte Tee und Marmor in andere Teile Asiens.
Während des Zweiten Weltkriegs diente Xizhou als Basis für die Fliegerstaffel der Flying Tigers, in der chinesische und amerikanische Streitkräfte gemeinsam gegen die japanische Besatzung kämpften.